# Gruiu Lupului
Gruiu Lupului – wieś w Rumunii, w okręgu Vâlcea, w gminie Racovița. W 2011 roku liczyła 128 mieszkańców.